# 원림 (기업)
원림(Wonlim Corporation)은 대한민국의 산업용 포장백 제조 기업이다. 본사는 서울특별시 서초구 남부순환로 2495 (서초동,원림빌딩 9층)에 위치해 있다. 대표이사는 김영철/신성엽이다. 경상남도 양산시 등에 제조시설을 가지고 있다.

## 참고 문헌
1. ↑  박희영, 한국IR협의회-기술분석보고서 원림, 2023.09.21.[깨진 링크(과거 내용 찾기)]
2. ↑  재사용 가능한 포장재 수요에 맞춰 설비 증설, 조선일보, 2020.05.14
3. ↑  박순엽, “친환경으로 동반 성장”…롯데케미칼-원림, 재활용 포장재 사업 ‘맞손’, 이데일리, 2022.07.18